# 우에키역
우에키역(일본어: 植木駅)은 일본 구마모토현 구마모토시 기타구에 위치한 규슈 여객철도 가고시마 본선의 역이다. 단선 승강장과 섬식 승강장의 형태를 합친 2면 3선 구조를 지닌 복합 철도 역사이다.

## 타는 곳
| 1     | ■ 가고시마 본선 | (하행) | 구마모토 · 야쓰시로 방면    |
| 2 · 3 | ■ 가고시마 본선 | (상행) | 오무타 · 도스 · 하카타 방면 |

## 역 주변
- 다바루자카 뉴타운
- 이세리 강

## 인접 정차역
| 규슈 여객철도 가고시마 본선 | 규슈 여객철도 가고시마 본선 | 규슈 여객철도 가고시마 본선    |
| --------------------------- | --------------------------- | ------------------------------ |
| 고노하 아라오 방면          | ■ 쾌속 '구마모토 라이너'    | 소조다이가쿠마에 야쓰시로 방면 |
| 다바루자카 모지코 방면      | ■ 보통                      | 니시사토 가고시마 방면         |